# Marathon Rotterdam 1988
De Marathon Rotterdam 1988 werd gelopen op zondag 17 april 1988. Het was de achtste editie van deze marathon.
De Ethiopiër Belayneh Densamo kwam bij de mannen als eerste over de streep. Met zijn tijd van 2:06.50 verbeterde hij niet alleen het parcoursrecord, maar ook het wereldrecord op de marathon dat drie jaar eerder, in 1985, door Carlos Lopes eveneens in Rotterdam was gevestigd. Bij de vrouwen ging de overwinning naar de Chinese Xiao Hongyand, die de finish overschreed in 2:37.46.
In totaal finishten een recordaantal van 3790 marathonlopers de wedstrijd.

## Uitslagen

### Wedstrijd mannen
| rang   | naam                 | land | tijd    |
| ------ | -------------------- | ---- | ------- |
| Goud   | Belayneh Densamo     | ETH  | 2:06.50 |
| Zilver | Ahmed Salah          | DJI  | 2:07.07 |
| Brons  | Wodajo Bulti         | ETH  | 2:08.44 |
| 4      | Abebe Mekonnen       | ETH  | 2:09.33 |
| 5      | Marti ten Kate       | NED  | 2:11.49 |
| 6      | Kebede Balcha        | ETH  | 2:12.04 |
| 7      | Toshihiro Shibutani  | JPN  | 2:12.18 |
| 8      | Omar Aguilar         | CHI  | 2:12.19 |
| 9      | Allan Zachariasen    | DEN  | 2:12.27 |
| 10     | John Vermeule        | NED  | 2:12.42 |
| 11     | Djama Robleh         | DJI  | 2:15.19 |
| 12     | Abe Fumiake          | JPN  | 2:15.34 |
| 13     | Tadesse Gebre        | ETH  | 2:16.46 |
| 14     | Bernd Kofferschlager | FRG  | 2:18.35 |
| 15     | Erik Edelman         | NED  | 2:19.17 |
| 16     | Zuo Chaoxue          | CHI  | 2:19.39 |
| 17     | Juan Balsera         | ESP  | 2:19.42 |
| 18     | Omar Douboub         | DJI  | 2:20.27 |
| 19     | Alex Donzey          | FRA  | 2:22.07 |

### Wedstrijd vrouwen
| rang   | naam           | land | tijd    |
| ------ | -------------- | ---- | ------- |
| Goud   | Xiao Hongyan   | CHN  | 2:37.46 |
| Zilver | Paradell       | ESP  | 2:51.20 |
| Brons  | Elaine Statham | ENG  | 2:51.54 |
| 4      | Bargas         | MEX  | 2:58.38 |
| 5      | Tuchy          | IRL  | 3:04.41 |

### Rolstoelers
| rang   | naam         | land | tijd    |
| ------ | ------------ | ---- | ------- |
| Goud   | Leo de Turck | NED  | 2:21.56 |
| Zilver | M. Jonkman   | ESP  | 2:31.16 |
| Brons  | M. Bidault   |      | 2:32.06 |
| 4      | J. Jansen    | NED  | 2:36.02 |
| 5      | W. Zwanepol  | NED  | 2:38.56 |

1981 ·
1982 ·
1983 ·
1984 ·
1985 ·
1986 ·
1987 ·
1988 ·
1989 ·
1990 ·
1991 ·
1992 ·
1993 ·
1994 ·
1995 ·
1996 ·
1997 ·
1998 ·
1999 ·
2000 ·
2001 ·
2002 ·
2003 ·
2004 ·
2005 ·
2006 ·
2007 ·
2008 ·
2009 ·
2010 ·
2011 ·
2012 ·
2013 ·
2014 ·
2015 ·
2016 ·
2017 ·
2018 ·
2019 ·
2020 ·
2021 ·
2022 ·
2023 ·
2024